# Keelung
Keelung (chiń. 基隆; pinyin Jīlóng; Wade-Giles Chi-lung; pe̍h-ōe-jī Ki-liông) – miasto w północnym Tajwanie. W 2010 roku liczyło 384 134 mieszkańców.
Ważny port handlowy i rybacki. Przemysł stoczniowy, maszynowy, chemiczny, nawozów sztucznych i rybny.
Obecnę nazwę miasta 基隆 wprowadzono w 1875 roku, zastępując wcześniejszą 雞籠. Obydwie nazwy wymawiane są w urzędowym języku mandaryńskim tak samo: Jīlóng, zaś w lokalnym języku tajwańskim pierwotna nazwa miasta czytana jest jako Ke-lâng, natomiast obecna ma lekcję Ki-liông.

## Podział administracyjny
Miasto Keelung dzieli się na 7 dzielnic:
| Nazwa      | Chiński | Populacja (2010) | Powierzchnia (km²) |
| ---------- | ------- | ---------------- | ------------------ |
| Anle       | 安樂區  | 84 017           | 18,025             |
| Nuannuan   | 暖暖區  | 37 958           | 22,8283            |
| Qidu       | 七堵區  | 55 161           | 56,2659            |
| Ren’ai     | 仁愛區  | 49 581           | 4,2335             |
| Xinyi      | 信義區  | 51 237           | 10,6706            |
| Zhongshan  | 中山區  | 50 909           | 10,5238            |
| Zhongzheng | 中正區  | 55 271           | 10,2118            |

## Miasta partnerskie
- Campbell, Stany Zjednoczone
- Salt Lake City, Stany Zjednoczone
- Corpus Christi, Stany Zjednoczone
- Rosemead, Stany Zjednoczone
- Yakima, Stany Zjednoczone
- Bikini, Wyspy Marshalla
- Thunder Bay, Kanada
- Davao, Filipiny
- Bacolod, Filipiny
- East London, Południowa Afryka
- Marrickville, Australia
- Miyakojima, Japonia